# Olivia (powieść)
Olivia – druga w serii The Girls autorstwa Rosie Rushton. Została wydana w Polsce w 1999 roku przez wydawnictwo C&T.

## Streszczenie
Rodzice Olivii są w separacji. Jej ojciec mieszka z kochanką, Rosalie. Matka Olivii jest podłamana z tego powodu, ale nie chce, aby mąż wrócił do domu. W szkole, Olivia zostaje zaangażowana do organizacji szkolnego przedstawienia na 200-lecie szkoły. Nie podoba jej się ten pomysł i mówi ona dyrektorowi, że nie podoła temu zadaniu. To samo robi Luke – chłopak Poppy, którego także w to zaangażowano. Raz, Hayley, nowa koleżanka Livi, zaprasza ją na zabawę do Enklawy. Przedtem, idzie ona na obiad z ojcem i Rosalie. Livi zmienia swoje zdanie na temat Rosalie, bo zauważa ona, że kochanka ojca też ma problemy (matka Rosalie ma Alzheimera).
Pewnego dnia, gdy Olivia wraca ze szkoły, poznaje ona Ryana – przystojnego chłopaka, który mieszka z matką na łódce. Spotyka się z nim w Enklawie, gdzie tańczą razem. Livi zakochuje się w nim. Niestety nie może zaprosić go do domu, bo jej matka sprowadziła do domu lokatorkę – Leonorę. Olivia nie lubi jej, ale po paru tygodniach dowiaduje się ona, że Leo jest ciotka Ryana.
Po pewnym czasie, Ryan bierze matkę w odwiedziny do Olivii. Livi dowiaduje się, że Ryan to jej starszy brat. Jest niezadowolona, ale jedzie z matką do Londynu, gdzie poznaje Vanessę Cross – wspólniczkę Cordelii i jej córkę, Sophie.

## Bohaterowie
- Olivia "Livi" Hunter – 14-letnia uczennica Bellborough Court. Gra na pianinie. Jej przyjaciółka, Poppy Field, przeniosła się do Lee Hill, bo jej rodzice nie mieli pieniędzy na czesne. Rodzice Olivii się rozwodzą.
- Judy Hunter (Joplin) – mama Livi. Jest rzeźbiarką.
- Mike Hunter – ojciec Livi i Ryana. Mieszka z Rosalie.
- Cordelia French – mama Ryana.
- Ryan French – przyrodni brat Livi.
- Tasha Reilly – siostra Adama. Przeniosła się do Anglii z Singapuru, ale ona tego nie chciała. Jej matka jest Hinduską.
- Adam Reilly – starszy brat Tashy. Nienawidzi wszystkiego, co hinduskie, od kiedy jego ojciec znalazł się w więzieniu. Zaczął wtedy pić alkohol. Był chłopakiem Livi i Abby.
- Leonora Tadcaster – ciotka Ryana. Wynajmuje pokój w domu Livi.
- Nimala Devi – babcia Tashy i Adama.
- Abigail Lane – koleżanka z klasy Livi. Jest ładna i każdy chłopak ze szkoły chce się z nią umówić. Była dziewczyną Adama, ale kiedy dowiedziała się, że jest on w połowie Hindusem, zerwała z nim.
- Hayley Spicer – nowa przyjaciółka Livi
- Tamsin – dziewczyna z klasy Livi.
- Poppy Field – najlepsza przyjaciółka Livi.
- Luke Cunningham – chłopak Poppy. Został zaangażowany w spektakl wraz z Olivią.
- Vanessa Cross –x wspólniczka Cordelii.
- Sophie Cross – córka Vanessy i nowa koleżanka Olivii.